# Вулиця Немирівська (Львів)
Вулиця Немирівська — вулиця у Залізничному районі Львова, місцевість Левандівка. Прилучається до вулиці Повітряної.
Від 1928 року називалась Блонна (Лугова). Сучасна назва від 1950 року. Забудова — одноповерховий конструктивізм 1930-х років, одноповерхова садибна забудова, одно-, дво- і триповерхова забудова 2000-х.